# Topomyia zhangi
Topomyia zhangi är en tvåvingeart som beskrevs av Gong 1991. Topomyia zhangi ingår i släktet Topomyia och familjen stickmyggor. Inga underarter finns listade i Catalogue of Life.